# Питу, Пенни
Пенелопа Тереза «Пенни» Питу (англ. Penelope Theresa "Penny" Pitou; род. 8 октября 1938, Куинс) — американская горнолыжница, выступавшая в слаломе, гигантском слаломе и скоростном спуске. Представляла сборную США по горнолыжному спорту во второй половине 1950-х годов, обладательница двух серебряных медалей зимних Олимпийских игр в Скво-Вэлли, победительница соревнований национального и международного значения.

## Биография
Пенни Питу родилась 8 октября 1938 года в Куинсе, Нью-Йорк, в возрасте трёх лет вместе с семьёй переехала в городок Сентер-Харбор, штат Нью-Гэмпшир, где начала кататься на лыжах со склона холма на заднем дворе своего дома. Позже проходила подготовку в спортивном клубе в Гилфорде и в горнолыжном курорте на горе Белкнап. В пятнадцать лет оказалась в городе Лакония, окончила местную старшую школу, после чего поступила в Миддлбери-колледж.
В 1956 году в возрасте семнадцати лет Питу впервые вошла в основной состав американской национальной сборной и благодаря череде удачных выступлений удостоилась права защищать честь страны на зимних Олимпийских играх в Кортина-д’Ампеццо. Тем не менее, выступила на Играх не очень удачно, ни в одной из женских дисциплин не смогла войти даже в тридцатку сильнейших. Её тогдашняя наставница Андреа Мид-Лоуренс настояла на продолжении спортивной карьеры, несмотря на разочаровывающие результаты.
Продолжая усердно тренироваться, в 1958—1959 годах Пенни Питу зарекомендовала себя одной из сильнейших лыжниц мира, выиграв несколько престижных соревнований, в том числе на склонах в Европе. Находясь в числе лидеров горнолыжной команды США, она благополучно прошла отбор на домашние Олимпийские игры 1960 года в Скво-Вэлли — на сей раз завоевала серебряные олимпийские медали в скоростном спуске и гигантском слаломе, пропустив вперёд только немку Хайди Библь и швейцарку Ивонн Рюэгг соответственно. Поскольку здесь также разыгрывалось мировое первенство, дополнительно стала серебряной призёркой чемпионата мира. Кроме того, стартовала здесь в слаломе, но по сумме двух попыток заняла лишь 33 место.
В 1961 году Питу вышла замуж за известного австрийского горнолыжника Эгона Циммермана, с которым познакомилась на чемпионате мира в Бадгастайне. Супруги проживали в Нью-Гэмпшире, у них родились двое детей, однако в 1968 году они развелись, и Циммерман уехал обратно в Австрию.
Впоследствии Пенни Питу в течение многих лет занималась туристическим бизнесом, создала собственную компанию, специализировавшуюся на организации горнолыжных туров в Альпах.